# Miaren
Miaren är en sjö i Nykvarns kommun i Södermanland och ingår i Norrströms huvudavrinningsområde.